# Stitcher Radio
Stitcher Radio là dịch vụ radio trên Internet theo yêu cầu, chủ yếu tập trung vào các vấn đề tin tức và thông tin phát trên radio và podcast. Nó cung cấp những đường truyền trực tuyến miễn phí qua trang web, ứng dụng di động có sẵn như Android, BlackBerry, iPhone, và Palm webOS. Stitcher được miêu tả là "giải pháp thay thế phổ biến nhất cho các ứng dụng podcast mặc định của Apple " tính đến năm 2016.
Công ty đã được thành lập vào tháng 8 năm 2008 theo hướng tư nhân và được liên doanh hậu thuẫn.
Stitcher thu thập nội dung từ hàng nghìn các nhà cung cấp nội dung và sắp xếp chúng vào các "kênh" để người dùng có thể duyệt qua và nghe. Nội dung của audio đến từ nhiều nguồn kênh cung cấp thông tin như AP, BBC, CNN, Fox News, MSNBC, NPR, TechCrunch, và hàng nghìn các kênh nhỏ khác. Nội dung được liên tục cập nhật thông qua ứng dụng back-end độc quyền của Stitcher, cho phép người nghe có thể truy cập đến nội dung mới trong khi dùng thiết bị mà không cần phải đồng bộ hóa thiết bị di động của họ. Tuy nhiên, việc truy cập này có thể cần một lượng dữ liệu di động khá tốn kém so với các podcast bình thường có thể được đồng bộ hóa thông qua truy cập Internet Wi-Fi và được nghe "khi đang dùng thiết bị".
Tháng 10 năm 2014, dịch vụ nghe nhạc trực tuyến Deezer thông báo rằng Stitcher Radio sẽ sáp nhập vào Deezer, và từ năm 2015 người dùng vẫn có thể sử dụng Stitcher Radio như một tính năng riêng lẻ nằm trong Deeze.  Tháng 6 năm 2016, Stitcher Radio lại bị đổi chủ lần nữa khi lần này, nó trở thành công ty con của E.W. Scripps Company tại Mỹ, trực thuộc Midroll Media. Thời điểm đó, theo như báo cáo, Stitcher chỉ có khoảng 12 nhân viên. Tuy vậy, đại diện từ phía Midroll đã bác bỏ mối lo ngại rằng Stitcher sẽ rơi vào tình trạng bị bỏ hoang, "cỏ mọc đầy tường".

## Sử dụng và tính năng
Stitcher Radio sẽ truyền podcast tới điện thoại của thính giả theo yêu cầu của họ, thay vì đòi hỏi họ tải phương tiện về thiết bị. Stitcher 3.0 dành cho iPhone (ra mắt tháng 12 năm 2009) đã cho tính năng phát trực tiếp vào ứng dụng, cho phép người dùng chọn các chương trình và các radio-talk trực tiếp tùy theo yêu cầu của họ.
Người dùng có thể thêm chương trình yêu thích của mình vào kênh yêu thích bằng cách nhấn vào nút “Thêm vào yêu thích”. Người dùng Iphone có thêm tính năng nhận tin nhắn SMS để cập nhật tình trạng tải lên của chương trình mà họ yêu thích. Khi nội dung mới đã khả dụng, Stitcher cũng sẽ gửi tin nhắn email đến người dùng,nhắc nhở họ chương trình đã tải lên hoàn tất kèm theo một đường liên kết dẫn đến chương trình đó.
Stitcher Radio cũng gửi cho thính giả kênh Lựa chọn của biên tập viên nhằm cung cấp cho họ những đường liên kết truy cập đến các chương trình yêu thích của người biên tập.
Đồng thời, Stitcher cũng đề xuất các kênh khác nhau với các thính giả ở từng vùng miền riêng biệt.

### Tuỳ chỉnh
Ứng dụng phục vụ theo kiểu cá nhân hoá thông qua một chương trình "ưa thích", theo đó thính giả có thể "ưa thích" nội dung họ thấy thích thú; Stitcher Radio sau đó xếp nội dung đó vào kênh yêu thích của thính giả. Stitcher cũng sử dụng thuật toán tùy biến độc quyền để sắp xếp các kênh theo thói quen của người dùng. Thuật toán cá nhân hóa ảnh hưởng đến chương trình âm thanh sẽ được đề xuất cho các thính giả. Nó dựa trên các dữ liệu như mẫu các chương trình hay nghe để cá nhân hóa nội dung của mỗi kênh theo sở thích của người nghe, đồng thời thu được thêm thông tin về thói quen của thính giả. Các thính giả cũng có thể "ghép" các chương trình yêu thích của họ lại với nhau thành một danh sách cá nhân hóa.
Dịch vụ này được đem ra so sánh với Pandora. Năm 2008, một phóng viên của tờ CNET viết Stitcher "chỉ khác là nó nghiêng về các thông tin và tin tức trong khi Pandora lại nghiêng về âm nhạc."

## Stitcher và radio internet trong xe

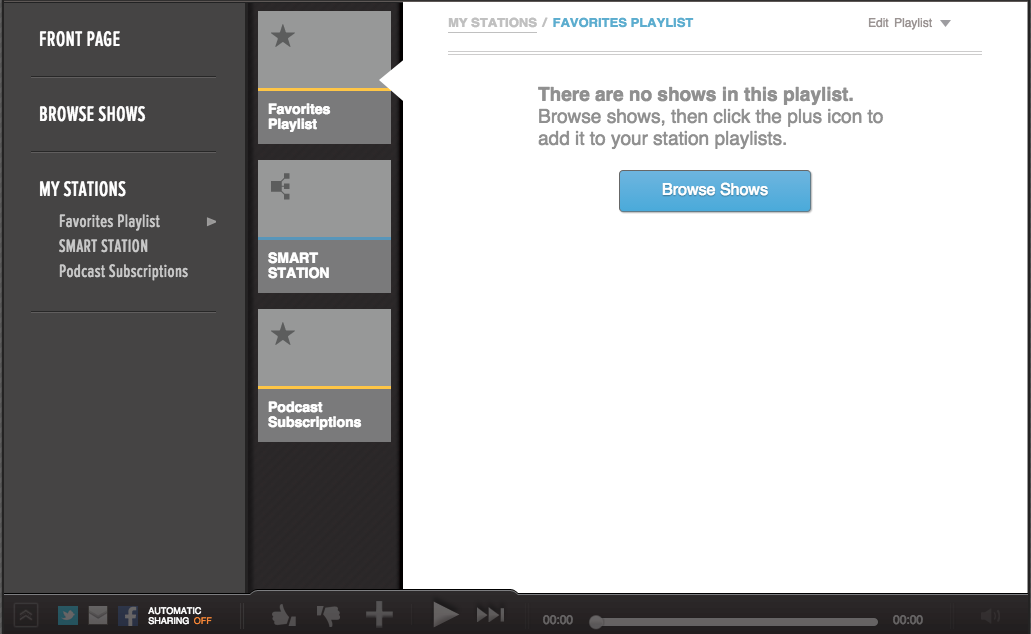
Ảnh chụp màn hình ứng dụng web của Stitcher Radio

Tại Hội chợ điện tử tiêu dùng năm 2010, CEO Alan Mulally của công ty Ford Motor thông báo về quan hệ hợp tác giữa Ford, Stitcher Radio, Pandora và một ứng dụng khách của Twitter có tên OpenBeak sẽ mang radio internet vào các xe của Ford.
Sau thông báo này, General Motors cũng đã đưa ra thông báo về sự hợp tác với Stitcher Radio và Pandora.

## Hỗ trợ nền tảng
Stitcher Radio hiện khả dụng dưới dạng ứng dụng của Android, ứng dụng của iOS, ứng dụng trong trình duyệt web, và Sonos Players.
Stitcher lần đầu có mặt trên Apple App Store vào tháng 8 năm 2008, khi Stitcher cung cấp ứng dụng gốc có sẵn trong bản thử nghiệm riêng tư cho 100 người kiểm tra. Ứng dụng có sẵn đó có giao diện giống với ứng dụng trên web, nhưng kèm theo vài tính năng mới như cập nhật tự động và "xử lý gián đoạn" khi có cuộc gọi điện thoại.

## Chỉ trích
Stitcher đã bị chỉ trích và tẩy chay vì một số hoạt động kinh doanh không rõ ràng khi đăng nội dung từ Podcasts mà không được sự cho phép, sau đó lại thu tiền quảng cáo từ nội dung đó.